# 九龍巴士N271線
九龍巴士N271線是香港新界的一條通宵巴士路線，來往大埔（富亨）及紅磡站，途經沙田禾輋、瀝源及沙田市中心。本線方便在九龍巴士271線收車後及東鐵綫尾班車開出後提供由大埔、沙田源禾路及沙田市中心往返九龍市區心臟地帶。
本線另設特別線271S，由紅磡站單向往大埔（太和），離開獅子山隧道後直接取道吐露港公路直達大埔，且不經主線服務的沙田市中心、源禾路及運頭塘邨一帶。

## 歷史
- 1994年7月24日：投入服務，原名271S，行車路線與271大致相同，但途經運頭塘邨、沙田禾輋邨、瀝源邨及沙田市中心，總站為九龍車站。
- 1996年5月1日：配合重組通宵巴士路線編號，改稱N271。
- 1998年10月1日：九龍車站改稱紅磡車站。
- 1999年2月14日：為配合N270投入服務，往富亨方向改經旺角道及亞皆老街，往紅磡方向改經沙田市中心（新城市廣場）巴士總站，並與N270線提供轉乘優惠，令大埔及北區居民不一定要乘搭「亡命」專線小巴。同日起引入「直達票」收費方式，但方式與N216/N293與N241/N237/N260/N269通宵網絡有所分別，乘客第一程車上車時繳付一次到達目的地的車資，然後取一張「直達票」於第二程車上車時投進錢箱內。
- 1999年4月26日：改經洗衣街，不經西洋菜南街。
- 2007年12月2日：配合兩鐵合併，紅磡車站改稱紅磡鐵路站。
- 2015年6月27日：增設到站時間預報。[4]
- 2017年12月11日：271S線投入服務[5]。

- 2018年8月26日：作出以下改動[6][7]：
  - 271S線加停窩打老道「九龍塘站」分站；
  - N271、271S線加設與N373線之八達通轉乘優惠。

- 2019年2月18日：271S線的大埔總站延長至太和。[8]
- 2020年7月20日：受新型冠狀病毒肺炎疫情影響，N271減至20-25分鐘一班。[9][10]
- 2021年11月15日：N271調整班次。
- 受新型冠狀病毒肺炎疫情影響，271S線而多次暫停服務，停駛日期包括：
  - 2020年3月30日至5月26日[11][12]
  - 2020年7月20日至9月20日[9][10]
  - 2020年12月7日至2021年6月16日[13] [14]
  - 2022年2月11日至5月2日。[15][16]
- 2022年11月21日：271S線減至一班車。[17]

## 服務時間（詳細班次）
N271
| 每日大埔（富亨）開 | 每日大埔（富亨）開 | 每日大埔（富亨）開 | 每日大埔（富亨）開 | 每日大埔（富亨）開 |
| ------------------ | ------------------ | ------------------ | ------------------ | ------------------ |
| 00:50              | 01:15              | 01:40              | 02:10              | 02:40              |
| 03:10              | 03:40              | 04:10              | 04:35              | 05:00              |
| 05:25              |                    |                    |                    |                    |

| 每日紅磡站開 | 每日紅磡站開 | 每日紅磡站開 | 每日紅磡站開 | 每日紅磡站開 |
| ------------ | ------------ | ------------ | ------------ | ------------ |
| 00:45        | 01:05        | 01:25        | 01:50        | 02:15        |
| 02:40        | 03:05        | 03:30        | 04:00        | 04:30        |
| 05:00        |              |              |              |              |

271S
- 每日紅磡站開：01:40

## 收費
| 路線 | 全程收費 | 分段收費                                    |
| ---- | -------- | ------------------------------------------- |
| N271 | $21.8    | - 禾輋邨往紅磡站／獅子山隧道往富亨邨：$13.0 |
| 271S | $21.8    | - 廣福邨往太和邨：$13.0                     |

| - 本線設有12歲以下小童及65歲或以上長者半價優惠。 - 65歲或以上香港居民使用「樂悠咭」，以及12歲以下合資格殘疾兒童使用「殘疾人士身份」個人八達通繳付車資，均可享有每程$2.0或半價（以較低者為準）的票價優惠；12至64歲合資格殘疾人士使用「殘疾人士身份」個人八達通（包括「樂悠咭」），以及60至64歲香港居民使用「樂悠咭」繳付車資，均可享有每程$2.0或全費（以較低者為準）的票價優惠。 - 65歲或以上長者如使用長者或一般個人八達通繳付車資，則只可享有半價優惠；12至64歲合資格殘疾人士如不使用「殘疾人士身份」個人八達通，以及60至64歲人士如不使用「樂悠咭」繳付車資，必須繳付全費。 - 乘客可以現金或八達通於上車時付款，不設找續。 - 每位成人乘客可免費攜帶最多兩名4歲以下而不佔座位的兒童乘客乘車，超額之4歲以下小童必須繳付小童車費乘車。 - 持有「九巴月票」之乘客在車票有效期內，每日可享最多10程任何九龍巴士及龍運巴士路線（包括本路線，以及聯營路線的九龍巴士／龍運巴士提供的班次；惟乘搭機場「A」及「NA」線則可享原價二七折優惠（不會計算每天10次合資格車程））；而B1線則每日可享最多各2程（不會計算每天10次合資格車程）。 - 九龍巴士、城巴、龍運巴士及陽光巴士全職員工及家屬（不包括外判職員）可免費乘搭本路線，惟必須拍職員或職員家屬八達通。 - 乘客亦可透過多元化電子支付系統（e度嘟）繳付車資，包括使用非接觸式VISA卡、JCB卡、萬事達卡、銀聯卡、美國運通、大來國際、Discover Card、Apple Pay、Google Pay、Samsung Pay、AlipayHK「易乘碼」、支付寶、WeChatHK／微信支付「搭車碼」、銀聯雲閃付「乘車碼」及BOC Pay「乘車碼」。乘客使用此付款方式，使用此支付方式的乘客可享有中途下車之分段收費，以及與其他九巴／龍運獨營路線或聯營線九巴／龍運班次之轉乘優惠，惟不適用於與非九巴／龍運路線之轉乘優惠，亦不能享有「公共交通費用補貼計劃」及「長者及合資格殘疾人士公共交通票價優惠計劃」。 |

### 轉乘優惠
乘客登上本線後150分鐘內以同一張八達通卡轉乘以下路線，或從以下路線登車後150分鐘內以同一張八達通卡轉乘本線，車資如下：
N271←→N73，總車資$20.9，於「沙田市中心巴士總站」轉乘
- N271往大埔 → N73往落馬洲
- N73往沙田 → N271往紅磡站

N271/271S←→N373，總車資$32.5，於窩打老道「九龍塘站」轉乘
- N271往紅磡站 → N373往中環
- N373往粉嶺 → N271/271S往大埔

## 行車路線
N271
大埔（富亨）開經：頌雅路、南運路、安埔路、富善邨巴士總站、安埔路、大埔中心巴士總站、安慈路、安祥路、寶鄉橋、寶鄉街、廣福道、運頭街、南運路、大埔公路—元州仔段、吐露港公路、大埔公路-沙田段、源禾路、沙田鄉事會路、沙田市中心巴士總站、沙田正街、白鶴汀街、沙田正街、獅子山隧道公路、獅子山隧道、獅子山隧道公路、窩打老道、亞皆老街、窩打老道、彌敦道、梳士巴利道、漆咸道南、暢運道及安運道。
紅磡站開經：暢運道、漆咸道南、梳士巴利道、彌敦道、亞皆老街、新填地街、旺角道、洗衣街、亞皆老街、窩打老道、獅子山隧道公路、獅子山隧道、獅子山隧道公路、沙田正街、沙田市中心巴士總站、沙田正街、橫壆街、源禾路、大埔公路—沙田段、吐露港公路、大埔公路—元州仔段、南運路、運頭街、鄉事會街、寶鄉街、寶鄉橋、安祥路、安慈路、大埔中心巴士總站、安埔路、汀角路及頌雅路。N271線之具體停站請參考資訊框
271S
經：暢運道、漆咸道南、梳士巴利道、彌敦道、亞皆老街、新填地街、旺角道、洗衣街、亞皆老街、窩打老道、窩打老道天橋、窩打老道、獅子山隧道、獅子山隧道公路、沙田路、大埔公路–沙田段、吐露港公路、大埔公路–元洲仔段、廣福道、寶鄉街、寶鄉橋、安祥路、安慈路、大埔中心巴士總站、安埔路、南運路、頌雅路、富亨公共運輸交匯處、頌雅路、汀角路、大埔太和路及寶雅路。271S線之具體停站請參考資訊框

## 相關事故
交通意外
- 2001年3月12日：一輛因行走此線時倒後鏡損毀而正在回廠的富豪奧林比安（3AV190／HD461）在大埔粉嶺公路近九龍坑以慢速行駛時，被一輛運菜車撞向車尾，造成運菜車上一死一傷。[18]
- 2016年4月27日：清晨約5時18分，一輛往富亨方向的Enviro 500 MMC（ATENU322／SW4640）駛至沙田正街近新城市廣場3期時，失控衝上行人路，車長及2女1男乘客受輕傷，送院治理。[19]

刑事毀壞事件
- 2004年9月，行走此路線往富亨的富豪奧林比安在獅子山隧道公路近沙田頭村曾發生兩次被人投擲硬物撃碎車窗事件：
  - 9月3日：AV500／HT8689駛至上址時，被兩名埋伏路旁青年投擲磚頭襲擊。一塊磚頭打爛巴士車頭倒後鏡，而另一塊磚頭則穿過下層擋風玻璃飛入車廂內，一名女乘客被玻璃碎片割傷。[20]
  - 9月20日：一輛富豪奧林比安在上址同樣被人以投擲磚頭襲擊，上層左邊一幅玻璃窗被磚頭擊碎，事件導致一名坐在窗邊的男乘客受傷。[21]

襲擊車長事件
- 2007年4月13日：一輛往富亨方向的富豪B9TL（AVBW9／MF3204）在彌敦道行駛期間，一名乘客突然上前粗言辱罵車長，惟恐發生意外，車長遂把巴士駛至豉油街站停車報警。據稱，該名乘客連續三年每晚乘同線巴士都拒付足車費，搭「霸王車」，其他車長亦曾遇相同情況，並要求對方補足車費，但他卻不加理會[22]。

## 外部連結
- 九巴N271線官方網站路線資料 （页面存档备份，存于）